# Tillandsia reducta
Tillandsia reducta är en gräsväxtart som beskrevs av Lyman Bradford Smith. Tillandsia reducta ingår i släktet Tillandsia och familjen Bromeliaceae. Inga underarter finns listade i Catalogue of Life.